# Chiachio & Giannone
Chiachio & Giannone es un colectivo de arte gay de Argentina formado por Leo Chiachio y Daniel Giannone, pareja de artistas visuales argentinos, ambos pintores de formación, cuyas obras han sido expuestas en América, Europa y Asia. El proyecto, que nació en 2003 y utiliza el bordado como medio de expresión, mereció varios galardones, entre los que se cuentan el Premio Konex de platino en Artes Visuales, en la categoría Arte Textil y el Premio Adquisición Presidencia de la Nación Argentina a la primera mejor obra por su trabajo Splash criollo (2018).

## Historia
Leo Chiachio nació en Banfield (Buenos Aires, Argentina), en 1969. Estudió arte de estudio en la Escuela Nacional de Bellas Artes “Prilidiano Pueyrredon” y en la Escuela Superior de Bellas Artes “Ernesto de La Cárcova”. Daniel Giannone nació en Córdoba, Argentina, en 1964. Se conocieron en la casa de un amigo en 2003 y desde entonces han colaborado en el arte. Leo Chiachio había aprendido bordado en la escuela primaria pero no lo había usado en su arte hasta su asociación con Giannone. Su obra de arte consiste principalmente en textiles y bordados a base de telas, con alguna pintura gouache ocasional. Su objetivo es replicar los principios de la pintura, pero utilizando hilo.
Chiachio & Giannone han llevado a cabo varios proyectos LGBT+ para abogar por la comunidad. La mayoría involucra a miembros de la comunidad que contribuyen con un trozo de tela con un mensaje alentador, que luego se cose en un proyecto o mosaico más grande. Estos mosaicos se han exhibido en varias ciudades, entre las que destaca la bandera Celebrando Diversidad, que viajó desde Argentina hasta Long Beach, California.

## Proyectos comunitarios
Chiachio y Giannone han organizado una serie de proyectos de arte participativos y eventos comunitarios destinados a celebrar y promover la comunidad LGBT+.

### Proyecto Bandera LATINX
Los talleres se realizaron en el Museo de Arte Contemporáneo de San Diego, California; en The FRONT Arte & Cultura en San Ysidro, California; y en The Studio Door en San Diego, California en 2020. En estos talleres, los participantes recibieron un trozo de tela reutilizada del color de la bandera trans o la bandera del orgullo, que luego decoraron con mensajes de aliento, especialmente mensajes de aceptación LGBT y Latinx. Luego, Chiachio & Giannone cosieron las piezas en un gran mosaico, con el texto LATINX escrito sobre él.

### Proyecto Celebrando la Diversidad
Este proyecto que tuvo lugar en la residencia del Museo de Arte Latinoamericano de Chiachio & Giannone de marzo a mayo de 2019. La obra de arte es una bandera de 120 pies de largo hecha de tela y consta de mensajes de más de 3500 personas en la comunidad LGBT+. El objetivo era que los participantes decoraran un trozo de tela con símbolos, palabras o frases que reflejaran el significado de diversidad y aceptación. La pancarta se exhibió más tarde en el Desfile del Orgullo de Long Beach y en el evento Pride at the Port en San Pedro, California.

## Colecciones
El arte de Chiachio & Giannone se encuentra en las colecciones permanentes de varios museos, incluido el Museo de Arte Moderno de Buenos Aires, el Museo de Arte Contemporáneo de Rosario, el Museo de Bellas Artes de Caraffa y el Museo de Bellas Artes Juan B. Castagnino .